# Genidens planifrons
Genidens planifrons är en fiskart som först beskrevs av Higuchi, Reis och Araújo 1982.  Genidens planifrons ingår i släktet Genidens och familjen Ariidae. Inga underarter finns listade i Catalogue of Life.